# Письменник і самогубство
«Письменник і самогубствоо» — книга Бориса Акуніна, вперше опублікована в 1999 році, складається з двох томів: I частина - «Людина і самогубство»; II частина - «Письменник і самогубство».
Книга являє собою дослідження самогубства як явища, а також розглядає його через письменницькі долі. Автор проаналізував долі більше трьохсот літераторів, що наклали на себе руки. Причини самогубств розглядаються в релігійних, соціологічних, філософських, географічних і професійних аспектах. Письменство як таке визнається автором  небезпечною професією . Узагальнивши філософські, мистецтвознавчі та літературознавчі дослідження Ф. Ніцше, Н. Бердяєва, В. Даля, Ф. Кафки, М. Бланшо й інших, Акунін виділяє декілька феноменів творчості, які так чи інакше можуть пояснити причини самогубства.
- Творчість даёт творящему ощущение высшей свободы;
- Творчість примиряє людину з несимпатичними аспектами буття;
- Творчість — це спроба смертного перемогти смерть;
- Творчість — це спроба зробити ефемерне вічним;
- Творчість — це картина, написана власною кров'ю.

## Структура книги
Перший том книги, Людина і самогубство, містить кілька есе. Книга поділяється на дві частини («Людина і самогубство» й «Письменник і самогубство»), кожна з яких в свою чергу поділяється на декілька розділів.
Другий том, Енциклопедія літературіциду, являє собою довідник з біографічними даними письменників і поетів, що добровільно пішли з життя. У більшості випадків автор наводить можливі причини самогубства. Сам термін літературіцид був введений Артюром Рембо (фр. litteraturecide буквально означає самогубство за допомогою літератури).

## Автор про свою книгу
«Перед вами не науковий трактат, а есе, тобто твір виключно приватний, жодним чином не намагається зайняти місце першого російського всеосяжного труда по суїцидології ».— Борис Акунін